# マリー・フォン・プロイセン (1855-1888)
マリー・フォン・プロイセン（ドイツ語: Marie von Preußen, 1855年9月14日 - 1888年6月20日）はプロイセン王女。プロイセン王子フリードリヒ・カールの長女で、ドイツ皇帝ヴィルヘルム1世の大姪である。最初にオランダ王子ヘンドリック妃、死別後にザクセン＝アルテンブルク公子アルベルト妃となった。

## 生涯
マリーは1855年9月14日、プロイセン王フリードリヒ・ヴィルヘルム3世の三男カールの長男で陸軍元帥のフリードリヒ・カールと、その妃のアンハルト＝デッサウ公女マリア・アンナ夫妻の第1子としてポツダムの大理石宮殿で生まれた。全名はマリー・エリーザベト・ルイーゼ・フレデリカ（Marie Elisabeth Louise Frederika）。母マリア・アンナはアンハルト公レオポルト4世とプロイセン王女フリーデリケ夫妻の末娘である。

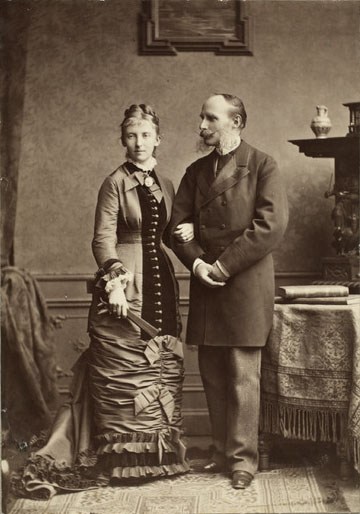
マリーと最初の夫ヘンドリック

1878年8月24日、マリーはオランダ王子ヘンドリック・ファン・オラニエ＝ナッサウとポツダムの新宮殿で結婚した。夫となるヘンドリックはマリーより35歳も年上で、しかも先妻に先立たれていた男やもめだった。ヘンドリックはオランダ王ウィレム2世と王妃アナ・パウローナ夫妻の三男で、オランダ軍で海軍大将を務め1850年からはルクセンブルク総督の地位にあった。この縁談は、ウィレム3世の2人の息子が両方結婚しないため、将来的なオラニエ＝ナッサウ家の断絶を回避する手段として手配された。しかしマリーとヘンドリックの間に子どもは生まれず、結婚からわずか5か月後の1879年1月にヘンドリックははしかに罹って亡くなった。
1883年、マリーは妹ルイーゼ・マルガレーテの一人息子のイギリス王子アーサー・オブ・コノートの洗礼の際、彼の代母となった。洗礼式はイギリスのウィンザー城のプライベートチャペルで行われた。
最初の夫との死別から6年後の1885年5月6日、ベルリンで、ザクセン＝アルテンブルク公子アルベルトと再婚した。夫はザクセン＝アルテンブルク公フリードリヒの七男エドゥアルトが2人目の妃のロイス＝グライツ侯女ルイーゼ（ロイス＝グライツ侯ハインリヒ19世の娘）との間にもうけた三男であり、プロイセン軍に士官していた。この2度目の結婚は仲睦まじいものになったと言われており、娘が2人生まれた。
マリーは1888年6月20日、ドレスデンのアルプレヒツベルク城で産褥熱により死去し、ザクセン＝アルテンブルク家の墓所に葬られた。
夫のアルベルトは1891年にレンプリン（現在のメクレンブルク＝フォアポンメルン州デミン郡）にてメクレンブルク＝シュトレーリッツ大公フリードリヒ・ヴィルヘルムの姪でロシア大公ミハイル・パヴロヴィチの孫であるエレナ・ゲオルギエヴナ・メクレンブルク＝ストレリツカヤと再婚した。

## 子女
2人目の夫であるアルベルト・フォン・ザクセン＝アルテンブルクとの間に2女をもうけた。
- オルガ・エリーザベト（1886年 - 1955年） - ピュックラー＝ブルクハウス伯爵カール・フリードリヒ夫人
- マリー（1888年 - 1947年） - ロイス＝ケストリッツ侯子ハインリヒ35世[注釈 1]妃